# Стетсонвілл (Вісконсин)
Стетсонвілл (англ. Stetsonville) — селище (англ. village) в США, в окрузі Тейлор штату Вісконсин. Населення — 563 особи (2020).

## Географія
Стетсонвілл розташований за координатами 45°4′35″ пн. ш. 90°18′49″ зх. д. / 45.07639° пн. ш. 90.31361° зх. д. (45.076470, -90.313604).  За даними Бюро перепису населення США в 2010 році селище мало площу 0,95 км², уся площа — суходіл. В 2017 році площа становила 1,01 км², уся площа — суходіл.

## Демографія
Згідно з переписом 2010 року, у селищі мешкала 541 особа в 242 домогосподарствах у складі 156 родин. Густота населення становила 569 осіб/км².  Було 263 помешкання (277/км²).
Расовий склад населення:
| - 98,5 % — білих - 0,7 % — чорних або афроамериканців - 0,2 % — азіатів |

До двох чи більше рас належало 0,6 %. Частка іспаномовних становила 1,1 % від усіх жителів.
За віковим діапазоном населення розподілялося таким чином: 23,7 % — особи молодші 18 років, 59,3 % — особи у віці 18—64 років, 17,0 % — особи у віці 65 років та старші. Медіана віку мешканця становила 40,0 року. На 100 осіб жіночої статі у селищі припадало 96,0 чоловіків;  на 100 жінок у віці від 18 років та старших — 93,9 чоловіків також старших 18 років.
Середній дохід на одне домашнє господарство  становив 41 404 долари США (медіана — 38 250), а середній дохід на одну сім'ю — 52 955 доларів (медіана — 55 000). Медіана доходів становила 35 893 долари для чоловіків та 30 446 доларів для жінок. За межею бідності перебувало 17,1 % осіб, у тому числі 17,3 % дітей у віці до 18 років та 15,6 % осіб у віці 65 років та старших.
Цивільне працевлаштоване населення становило 293 особи. Основні галузі зайнятості: виробництво — 43,7 %, освіта, охорона здоров'я та соціальна допомога — 11,9 %, роздрібна торгівля — 11,3 %.